# Ivan Passer
Ivan Passer (Praga, Txecoslovàquia, 10 de juliol de 1933 – Reno (Nevada), 9 de gener 2020) fou un director de cinema i guionista txec.

## Biografia
Figura significativa de la Nova Ona Txecoslovaca, Ivan Passer va treballar en estreta col·laboració amb Milos Forman en diverses pel·lícules. Realitza el seu primer llargmetratge el 1965: Intimní osvetlení. Després de la repressió de la Primavera de Praga el 1968, Ivan Passer marxa del seu país. Després, viu i treballa als Estats Units.

## Filmografia
Filmografia:

### Director

#### Curts
- 1964: Fádní odpoledne

#### Llargmetratges
- 1965: Intimní osvetlení
- 1971: Nascut per guanyar (Born to Win)
- 1974: Law and Disorder
- 1976: Ace Up My Sleeve
- 1978: Silver Bears
- 1981: Cutter's Way
- 1985: Creator
- 1988: Haunted Summer
- 1991: Pretty Hattie's Baby
- 1999: The Wishing Tree (TV)
- 2005: Nomad

### Guionista
- 1963: Konkurs de Miloš Forman
- 1965: Lásky jedné plavovlásky de Miloš Forman
- 1967: El ball dels bombers (Hoří, má panenko) de Miloš Forman

## Premis i nominacions

### Nominacions
- 1988: Lleó d'Or per Haunted Summer